# Anita Mui
Anita Mui Yim-fong (tradycyjne pismo chińskie: 梅艷芳, uproszczone pismo chińskie: 梅艳芳, standardowy język mandaryński: Méi Yànfāng, język kantoński (jyutping): mui4 jim6 fong1) (ur. 10 października 1963 w Hongkongu zm. 30 grudnia 2003) – hongkońska piosenkarka i aktorka. Była nazywana „Madonną Azji”. Słynęła m.in. ze skandalicznych kostiumów.
Zmarła w wieku 40 lat na raka szyjki macicy.

## Dyskografia

### Albumy studyjne
Źródło: Oficjalna strona Anity Mui.
| Rok  | Tytuł                                      | Nazwa                          | Język                 | Wydawca                           |
| ---- | ------------------------------------------ | ------------------------------ | --------------------- | --------------------------------- |
| 1982 | Debts of Love                              | 心債                           | kantoński             | Capital Artists                   |
| 1983 | –                                          | 強吻之前                       | japoński              |                                   |
| 1983 | Crimson Anita Mui                          | 赤色梅艷芳                     | kantoński             | Capital Artists Ltd.              |
| 1983 | –                                          | 日い花嫁                       | japoński              |                                   |
| 1984 | Mystery of Love                            | 飛躍舞台                       | kantoński             | Capital Artists Ltd.              |
| 1985 | The Dream-like Years                       | 似水流年                       | kantoński             | Capital Artists Ltd.              |
| 1986 | Bad Girl                                   | 壞女孩                         | kantoński             | Capital Artists Ltd.              |
| 1986 | Manjusaka                                  | 蔓珠莎華                       | mandaryński           | Rock Records                      |
| 1986 | Evil Girl                                  | 妖女                           | kantoński             | Capital Artists Ltd.              |
| 1987 | Fired Tango                                | 似火探戈                       | kantoński             | Capital Artists Ltd.              |
| 1987 | Hot Lips                                   | 烈焰紅唇                       | kantoński             | Capital Artists Ltd.              |
| 1988 | Drunken Dreams                             | 夢裡共醉                       | kantoński             | Capital Artists Ltd.              |
| 1988 | Anita Mui in Concert 87-88                 | 百變梅艷芳再展光華87-88演唱會  | kantoński             | Capital Artists Ltd.              |
| 1988 | Ever-changing Anita Mui – Flaming Red Lips | 百變梅艷芳烈焰紅唇             | mandaryński           | Rock Records                      |
| 1988 | –                                          | 醉人情懷                       | kantoński             | Capital Artists Ltd.              |
| 1988 | We'll be Together                          | –                              | kantoński             | Capital Artists Ltd.              |
| 1989 | Lady                                       | 淑女                           | kantoński             | Capital Artists Ltd.              |
| 1989 | In Brazil                                  | –                              | kantoński             | Capital Artists Ltd.              |
| 1989 | –                                          | 愛我便說愛我吧                 | kantoński             | Capital Artists Ltd.              |
| 1990 | Cover Girl                                 | 封面女郎                       | kantoński             | Capital Artists Ltd.              |
| 1990 | Anita in Concert '90                       | 百變梅艷芳夏日耀光華演唱會1990 | kantoński             | Capital Artists Ltd.              |
| 1991 | Intimate Lover                             | 親密愛人                       | mandaryński           | Rock Records                      |
| 1991 | Wild Streets                               | 慾望野獸街                     | kantoński             | Capital Artists Ltd.              |
| 1992 | The Legend of the Pop Queen Part I         | –                              | kantoński             | Capital Artists Ltd.              |
| 1992 | The Legend of the Pop Queen Part II        | –                              | kantoński             | Capital Artists Ltd.              |
| 1993 | –                                          | 情幻一生                       | kantoński             | Capital Artists Ltd.              |
| 1993 | Change                                     | 變                             | kantoński             | Capital Artists Ltd.              |
| 1993 | –                                          | 皇者之風                       | kantoński             | Capital Artists Ltd.              |
| 1993 | –                                          | 戲劇人生                       | kantoński             | Capital Artists Ltd.              |
| 1994 | It's Like This                             | 是這樣的                       | kantoński             | Capital Artists Ltd.              |
| 1994 | Caution                                    | 小心                           | mandaryński           | Capital Artists Ltd.              |
| 1995 | Song Girl                                  | 歌之女                         | kantoński             | Capital Artists Ltd.              |
| 1995 | Anita Mui Live in Concert 1995             | 一個美麗的回響演唱會           | kantoński/mandaryński | Capital Artists Ltd.              |
| 1997 | The Reflection of Moonlight                | 鏡花水月                       | kantoński             | Capital Artists Ltd.              |
| 1997 | Love Songs                                 | 情歌                           | kantoński             | Capital Artists Ltd.              |
| 1997 | Anita Mui 1997 Live in Taipei              | 芳蹤乍現台北演唱會實錄         | mandaryński           | Music Impact Ltd. (Taiwan)        |
| 1997 | –                                          | 女人花                         | mandaryński           | Music Impact Ltd. (Taiwan)        |
| 1998 | –                                          | 變奏                           | kantoński             | Capital Artists Ltd.              |
| 1998 | Love Songs II                              | 情歌 II                        | kantoński             | Capital Artists Ltd.              |
| 1998 | Moonlight on My Bed                        | 床前明月光                     | mandaryński           | Anita Music Collection Ltd.       |
| 1999 | Larger Than Life                           | –                              | kantoński             | Capital Artists Ltd.              |
| 1999 | Nothing to Say                             | 沒話說                         | mandaryński           | Anita Music Collection Ltd.       |
| 2000 | I'm So Happy                               | –                              | kantoński/mandaryński | Capital Artists Ltd.              |
| 2001 | –                                          | 眾裡尋芳45首                   | kantoński/mandaryński | Capital Artists Ltd.              |
| 2002 | With                                       | –                              | kantoński             | Go East Entertainment Co. Ltd.    |
| 2002 | Anita Mui Fantasy Gig 2002                 | 梅艷芳極夢幻演唱會2002         | kantoński/mandaryński | Music Nation Records Company Ltd. |

### Wydane po śmierci
Źródło: Oficjalna strona Anity Mui.
| Rok  | Tytuł                         | Nazwa                    | Język                 | Wydawca                      |
| ---- | ----------------------------- | ------------------------ | --------------------- | ---------------------------- |
| 2004 | Anita Classic Moment Live     | 梅艷芳經典金曲演唱會     | kantoński/mandaryński | Mui Music Ltd.               |
| 2004 | Tribute to Anita Mui          | 梅‧憶錄                  | kantoński             | Capital Artists Ltd.         |
| 2004 | Anita Mui Forever             | 永遠的... 梅艷芳         | mandaryński           | BMG Taiwan Inc.              |
| 2006 | Anita Mui Final Concert 1992  | 百變梅艷芳告別舞台演唱會 | kantoński/mandaryński | Capital Artists Ltd.         |
| 2008 | Faithfully                    | –                        | kantoński             | Capital Artists Ltd.         |
| 2009 | Anita Mui Super Master LPCD45 | –                        | kantoński             | East Asia Entertainment Ltd. |